# Западно-малајско-полинежански језици
Западно-малајско-полинежански језици, су парафилетска група аустронежанских језика која укључује оне малајско-полинежанске језике који не припадају средњо-источно-малајско-полинежанској грани. Укључује аустронежанске језике којима се говори на Мадагаскару, у континенталној југоисточној Азији, Филипинима, на Великим Сундским острвима (укљ. мања суседна острва), Бали, Ломбок, западни део острва Сумбава, Палау и Маријанска острва.
Постојање западно-малајско-полинежанске гране малајско-полинежанских језика први је предложио Роберт Бласт, према његовом предлогу малајско-полинежански језици се састоје од две основне гране. Међутим због непостојања заједничких особина специфичних за језике ове хипотетичке гране, у новијим класификацијама њено постојање није признато.

## Породице које су укључиване
Најзначајнији предлог за унутрашњу класификацију малајско-полинежанских језика дао је Роберт Бласт, који је представио неколико радова у којима заговара поделу на две основне гране западно-малајско-полинежанску и средњо-источно-малајско-полинежанску.
Док је средњо-источно-малајско-полинежанскa грана широко прихваћена као подгрупа (постоји мали број аутора који је оспорава), за западно-малајско-полинежанску грану већина аутора данас (укљ. самог Бласта) сматра да је то збирни назив, којим су обухваћене групе које не припадају средњо-источно-малајско-полинежанској грани, другим речима није генетска подгрупа. 
Малајско-полинежански језици који су сврставани у западно-малајско-полинежанске језике се могу поделити на следеће подгрупе:
- Филипински (спорно)
  - Батански
  - Севернолузонски
  - Средњолузонски
  - Северноминдорски
  - Ширесредњофилипински
  - Каламијски
  - Јужноминданајски (или билијски језици)
  - Сангирски
  - Минахасански
  - Умирајскодумагетски
  - Манидско-инагтијски
  - Атски
- Самско-баџавски
- Северноборнејски
  - Североисточносабашки
  - Југозападносабашки
  - Северносаравачки
- Кајанскомурички
- Копненодајачки
- Баритски (укљ. малгашки)
- Малајско-чамски
- Мокенскомокленски
- Северозападносуматрански (вероватно укљ. енгански језик)
- Реџаншки
- Лампуншки
- Сундски
- Јавански
- Мадурски
- Балијско-сасачко-сумбавски
- Целебешки
- Јужносулавешки
- Палаучки
- Чаморски

### Према Смиту (2017)
Језици који су сврставани у западно-малајско-полинежанске језике, према Смиту (2017) су укључени у доле наведене основне гране малајско-полинежанских језика. На основу предлога који је првобитно изнео Бласт (2010) као проширење ширесеверноборнејске хипотезе, Смит (2017) уједињује неколико малајско-полинежанских подгрупа у „западноиндонежанску грану”, на тај начин значајно смањујући број основних грана малајско-полинежанских језика:
- Западноиндонежански
  - Ширесеверноборнејски
    - Северноборнејски
      - Североисточносабашки
      - Југозападносабашки
      - Северносаравачки

    - Средњосаравачки
    - Кајански
    - Копненодајачки
    - Малајски
    - Чамски
    - Сундски
    - Реџаншки

  - Ширебаритски  (језички комплекс)
    - Самско-баџавски
    - Баритски  (парафилетски језички комплекс[9])

  - Лампуншки
  - Јавански
  - Мадурски
  - Балијско-сасачко-сумбавски
- Северозападносуматрански (проширена верзија северозападносуматранских језика, која укључује насалски; питање унутрашње класификације Смит је оставио отвореним)
- Целебешки
- Јужносулавешки
- Палаучки
- Чаморски
- Мокленски
- Филипински (језички комплекс, према Смиту, „више је слабо повезана група језика, која можда садржи већи број основних грана, него што је једна грана”)